# 63862 Amyledbetter
63862 Amyledbetter è un asteroide della fascia principale esterna. Scoperto nel 2001, presenta un'orbita caratterizzata da un semiasse maggiore pari a 3,196444 UA e da un'eccentricità di 0,199916, inclinata di 1,236848° rispetto all'eclittica. Ha un diametro di 5,280 km e un'albedo di 0,076.